# Giancarlo Marzano
Giancarlo Marzano (Torino, 24 ottobre 1969) è un fumettista e regista televisivo italiano.

## Biografia
Laureato al DAMS con specializzazione in Storia del Cinema Italiano, insieme al fratello Antonio realizza diversi cortometraggi e videoclip musicali, partecipando ad alcune edizioni del Torino Film Festival. Nel 2002 collabora inoltre con il CPT Rai di Torino.
Nel 2004 inizia a lavorare con la Sergio Bonelli editore, nel gruppo di sceneggiatori di Dylan Dog.
La prima storia scritta da Marzano è Le notti di Halloween.

## Opere
Dylan Dog
- Giancarlo Marzano (testi), Corrado Roi (disegni); Le notti di Halloween, in Almanacco della Paura n. 14, Sergio Bonelli Editore, marzo 2004.
- Giancarlo Marzano (testi), Montanari e Grassani (disegni); Terrore sul mare, in Maxi Dylan Dog n. 8, Sergio Bonelli Editore, luglio 2005.
- Giancarlo Marzano (testi), Montanari e Grassani (disegni); Lo "scavatombe", in Maxi Dylan Dog n. 9, Sergio Bonelli Editore, giugno 2006.
- Giancarlo Marzano (testi), Giampiero Casertano (disegni); Il capolinea, in Almanacco della Paura n. 17, Sergio Bonelli Editore, marzo 2007.
- Giancarlo Marzano (testi), Montanari e Grassani (disegni); Il dono degli Hurlington, in Maxi Dylan Dog n. 10, Sergio Bonelli Editore, giugno 2007.
- Giancarlo Marzano (testi), Luigi Piccatto (disegni); Il custode, in Dylan Dog n. 257, Sergio Bonelli Editore, febbraio 2008.
- Giancarlo Marzano (testi), Montanari e Grassani (disegni); Gli "Untori", in Maxi Dylan Dog n. 11, Sergio Bonelli Editore, giugno 2008.
- Giancarlo Marzano (testi), Luigi Piccatto (disegni); Liam il bugiardo, in Dylan Dog n. 264, Sergio Bonelli Editore, settembre 2008.
- Giancarlo Marzano (testi), Corrado Roi (disegni); Il piccolo diavolo, in Dylan Dog n. 271, Sergio Bonelli Editore, aprile 2009.
- Giancarlo Marzano (testi), Giovanni Freghieri (disegni); Seppelliti vivi!, in Dylan Dog n. 273, Sergio Bonelli Editore, giugno 2009.
- Giancarlo Marzano (testi), Ugolino Cossu (disegni); Il ladro di cervelli, in Dylan Dog n. 285, Sergio Bonelli Editore, giugno 2010.
- Giancarlo Marzano (testi), Chiara Fabbri Colabich e Cristina Toniolo (colori) Daniele Caluri (disegni); Dylan Dog Color Fest n. 5, Sergio Bonelli Editore, agosto 2010.
- Giancarlo Marzano (testi), Piero Dall'Agnol (disegni); Autoscatto, in Dylan Dog Gigante n. 19, Sergio Bonelli Editore, novembre 2010.
- Giancarlo Marzano (testi), Corrado Roi (disegni); La capanna nel bosco, in Maxi Dylan Dog n. 14, Sergio Bonelli Editore, febbraio 2011.
- Giancarlo Marzano (testi), Franco Saudelli (disegni); Tra moglie e marito, in Dylan Dog n. 295, Sergio Bonelli Editore, aprile 2011.
- Giancarlo Marzano (testi), Corrado Roi (disegni); Il sortilegio, in Dylan Dog n. 297, Sergio Bonelli Editore, giugno 2011.
- Giancarlo Marzano (testi), Montanari e Grassani (disegni); La nave nera, in Maxi Dylan Dog n. 15, Sergio Bonelli Editore, giugno 2011.
- Giancarlo Marzano (testi), Ugolino Cossu (disegni); Una affezionata clientela, in Dylan Dog n. 299, Sergio Bonelli Editore, agosto 2011.
- Giancarlo Marzano (testi), Giovanni Freghieri (disegni); Gli spietati, in Maxi Dylan Dog n. 16, Sergio Bonelli Editore, febbraio 2012.
- Giancarlo Marzano (testi), Ugolino Cossu (disegni); Il baule delle meraviglie, in Dylan Dog n. 306, Sergio Bonelli Editore, marzo 2012.
- Giancarlo Marzano (testi), Montanari e Grassani (disegni); La verità sommersa, in Maxi Dylan Dog n. 17, Sergio Bonelli Editore, giugno 2012.
- Giancarlo Marzano (testi), Roberto Rinaldi (disegni); La voce negata, in Dylan Dog Gigante n. 21, Sergio Bonelli Editore, novembre 2012.
- Giancarlo Marzano (testi), Luigi Piccatto (disegni); Le scarpe del morto, in Maxi Dylan Dog n. 18, Sergio Bonelli Editore, febbraio 2013.
- Giancarlo Marzano (testi), Giovanni Freghieri  (disegni); La cara mamma, in Almanacco della Paura n. 23, Sergio Bonelli Editore, marzo 2013.
- Giancarlo Marzano (testi), Roberto Rinaldi (disegni); Dylan Dog n. 319, Sergio Bonelli Editore, aprile 2013.
- Giancarlo Marzano (testi), Luigi Piccatto (disegni); Giovani vampiri, in Dylan Dog n. 321, Sergio Bonelli Editore, giugno 2013.
- Giancarlo Marzano (testi), Ugolino Cossu (disegni); L'attimo morente, in Maxi Dylan Dog n. 20, Sergio Bonelli Editore, febbraio 2014.
- Giancarlo Marzano (testi), Gianmarco Nizzoli (disegni); La magnifica creatura, in Dylan Dog n. 330, Sergio Bonelli Editore, marzo 2014.
- Giancarlo Marzano (testi), Giorgio Pontrelli (disegni); A volte non ritornano, in Maxi Dylan Dog n. 23, Sergio Bonelli Editore, febbraio 2015.
- Giancarlo Marzano (testi), Fernando Caretta (disegni); Il burattinaio, in Maxi Dylan Dog n. 29, Sergio Bonelli Editore, febbraio 2017.

Le Storie
- Giancarlo Marzano (testi), Giovanni Lorusso (disegni); Il tesoro di Bisanzio, in Le storie n. 26, Sergio Bonelli Editore, novembre 2014.

The Professor
- Giancarlo Marzano (testi), Andrea Cuneo (disegni); The Professor, in The Professor n. 0, Erredi Grafiche Editoriali, ottobre 2016.